# Arte queer
A Queer Art ou Homo Art é um movimento artístico não oficializado, que ganhou força nos Estados Unidos e na Europa a partir da década de 1980. Suas criações abordam, de forma direta ou indireta, questões relacionadas à homossexualidade, com ligações à arte erótica, à arte conceitual e à arte contextual.
Como movimento artístico, a queer art despertou a atenção da crítica internacional principalmente na década de 1990, por ter se popularizado nas diversas formas de expressão artística: nas artes plásticas, na literatura, na música, no teatro, na dança, no cinema e na fotografia. Em nenhum outro momento da história da arte a homossexualidade foi tratada por tantos artistas ao mesmo tempo. Entretanto, como o movimento geralmente é enquadrado em outras tendências artísticas - pelos mais diversos motivos - acaba disperso.

## Origem do termo
Atualmente, queer (do inglês, estranho) é sinônimo de gay. No princípio, o termo denotava um caráter pejorativo, porque supervalorizava o estranhamento, mas acabou sendo assimilado e bem aceito em muitos países. O termo passou a ser considerado um adjetivo positivo, porque simboliza o respeito à diversidade sexual e a luta contra o preconceito e por direitos iguais.

## Queernas artes plásticas
A partir da década de 1990, as manifestações livres da diversidade sexual - especialmente LGBT - marcaram presença nas principais mostras de artes plásticas que acontecem em todo o mundo. A libertação sexual defendida na década de 1970 e o surgimento da Aids na década de 1980 tiveram contribuição importante para isso. No Brasil, uma exposição pioneira intitulada Correspondências ocupou o Paço Imperial, no Rio de Janeiro, em 1995. No mesmo ano, o Museu de Arte de Berkeley organizou uma grande mostra de queer art. Na Holanda, em 1997, a mostra In-visibilities foi uma das mais visitadas e comentadas.
Reflexo de questões comportamentais do ser humano, a queer art se mostra como denúncia, muitas vezes abertamente engajada. Os artistas abordam questões contemporâneas,  próprias de um momento histórico em que muitos países passam a reconhecer legalmente a união entre indivíduos do mesmo sexo, em que se revê a divulgação da Aids, (inicialmente tratada erroneamente como peste gay) e quando se atribui à homofobia a morte de milhares de homossexuais a cada ano.[carece de fontes?]

## Principais características
Nas artes plásticas, os trabalhos de queer art assumem no mínimo duas vertentes principais: os politicamente engajados (contextuais ou conceituais) e os homoeróticos.
Os trabalhos contextuais ou politicamente engajados  geralmente abordam questões relacionadas à discriminação e à homofobia. Estes apectos aparecem nas obras contemporâneas com a utilização de sangue, excreções humanas, símbolos fálicos, objetos bizarros, instrumentos de tortura e outros sinais de dor.
Os trabalhos considerados homoeróticos apresentam cenas ou situações que podem despertar a sensação de erotismo em quem os vê. Quando não explícitos, podem ser detectados através de uma delicada e não menos sutil sensualidade. Isso pode ser observado nos materiais utilizados, como tecidos transparentes, rendas, decalques, parafinas, bordados, flores e imagens religiosas.

## Imagens religiosas naqueer art
São comuns as apropriações de imagens de São Sebastião e de inúmeros outros personagens religiosos. Muitos críticos defendem que a utilização de imagens religiosas na queer art é conceitual, como protesto à maioria das religiões, que se nega a aceitar a homossexualidade. Entretanto, sabe-se que muitas vezes seu uso é simplesmente formal ou estético, já que muitas imagens religiosas, desde o renascimento, apresentam aspecto andrógino ou foram realizadas por artistas tidos como homossexuais, como Michelangelo, Leonardo da Vinci e Caravaggio.

### São Sebastião

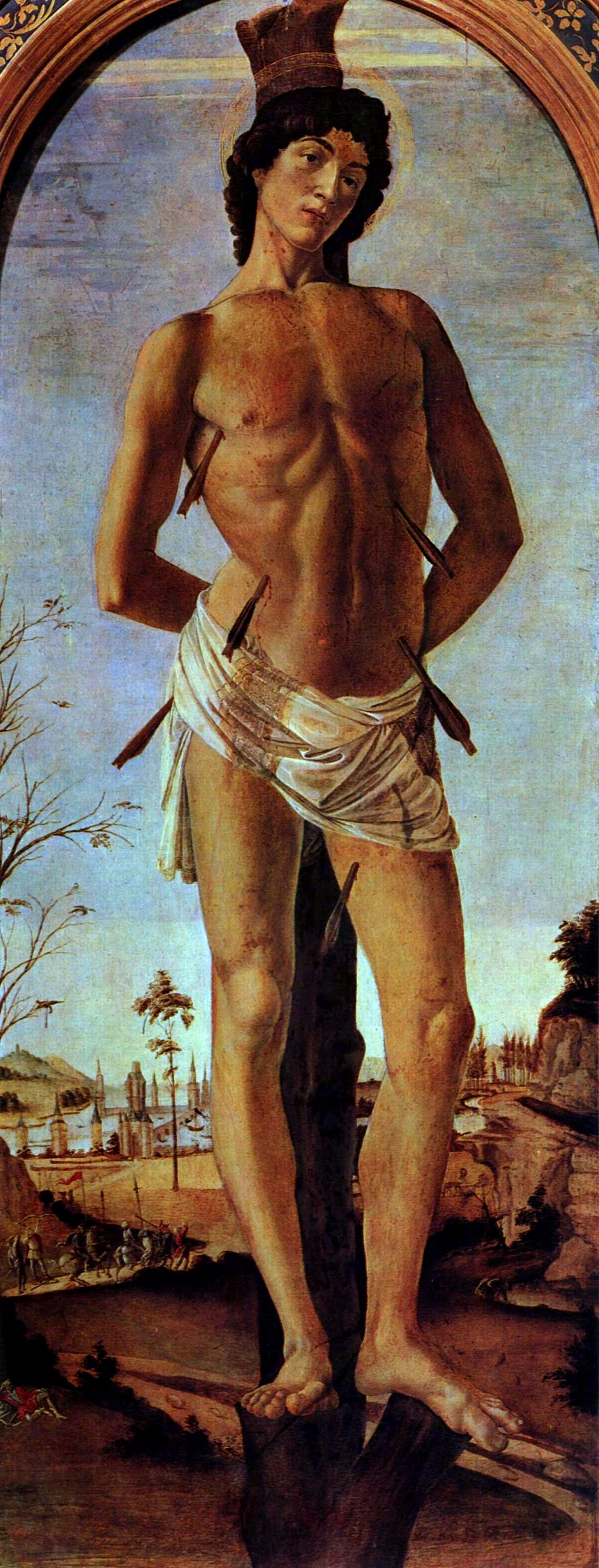
São Sebastião, de Botticelli

Adotado como ícone pop-gay desde Oscar Wilde, São Sebastião é mundialmente associado às questões LGBT (GLBT ou GLS, no Brasil).
Isso ocorreu porque no século XIX muitos artistas homossexuais buscaram no santo uma identificação para sua condição marginal. Baseavam-se tanto nas representações andróginas do Renascimento, quando na história do santo: um mártir que assumiu uma identidade polêmica (a de cristão), mesmo que às custas de sacrifício, sofrimento e morte.
Wilde, condenado a dois anos de prisão, em 1895, "por práticas contrárias à natureza", converteu-se ao catolicismo e passou a adotar o pseudônimo de Sebastian.
No século XX, outros artistas fizeram uso da imagem ou da história de São Sebastião em associação à homossexualidade, entre eles Yukio Mishima, Jean Cocteau, Federico García Lorca e Thomas Mann. Em seu discurso de agradecimento ao Prêmio Nobel de Literatura, em 1929, Thomas Mann afirmou que, apesar de protestante, tinha um santo favorito: "o jovem no sacrifício que, atravessado por flechas, sorri em sua agonia".
Na década de 1980, o surgimento da Aids reforçou os laços entre o santo e a comunidade gay, já que ele, desde a época medieval, foi considerado um protetor contra doenças contagiosas e epidemias. Na década anterior, o cineasta inglês Derek Jarman fez um polêmico filme sobre o santo.

## Antecedentes históricos do homoerotismo
Apesar de novo como proposta, o homoerotismo não é recente na arte. Pode ser observado em inscrições e artefatos egípcios e greco-romanos ou em pinturas orientais milenares.
Centrando-se apenas no século XX, podem ser citados os desenhos tidos como "pornográficos" de Tom of Finland, na Europa, e de Carlos Zéfiro, no Brasil, ambos trazidos ao status de arte há pouco tempo. Zéfiro, pseudônimo de Alcides Caminha, foi autor dos famosos "catecismos", quadrinhos eróticos, – não necessariamente homoeróticos, mas com inúmeras passagens pelo tema – que circulam no Brasil desde a década de 1950.
A partir da década de 1960, impossível deixar de lembrar de Andy Warhol e Jasper Johns, ambos homossexuais. Mais recentemente, tornaram-se internacionalmente conhecidas as duplas (unidas não apenas pela arte) dos franceses Pierre & Gilles e dos ingleses Gilbert & George. Os franceses trabalham com a destruição de mitos sagrados em fotografias propositadamente ''kitsch''. Os ingleses utilizam os mais diversos suportes e linguagens, das performances à pintura e até o design. Na 47a Bienal de Veneza, causou surpresa a revelação da dupla russa Komar & Melamid, com influências das outras duas duplas conhecidas, trazendo inclusive a imagem de um São Sebastião.

## Reconhecimento futuro

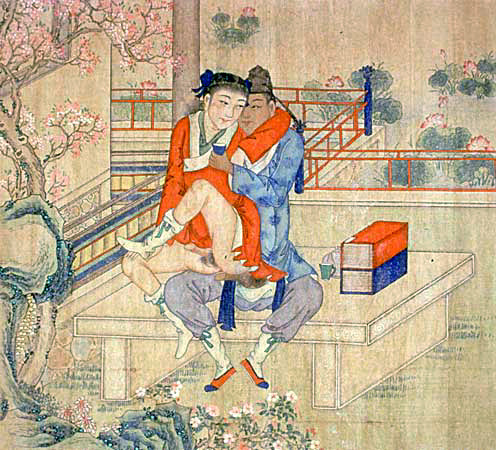
Jovens chineses em ato homossexual. Dinastia Qing

Como em outros movimentos do século XX, as manifestações artísticas vêm quebrando conceitos pré-adquiridos, geralmente relacionados à situação econômica, política e social dominantes na época em que ocorrem. O expressionismo surgiu como questionamento e manifestação dolorosa às grandes guerras mundiais. A Pop Art registrou a ascensão pós-guerra do império capitalista, basicamente consumista. Alcançando o objetivo de seus idealizadores, causaram fúria ou menosprezo quando iniciaram.
Assim, independentemente das questões e polêmicas levantadas, a Queer Art deve ser devidamente registrada na história da arte.

## Principais artistas

### Artes plásticas
- Andy Warhol
- Francis Bacon
- Leonilson
- Efrain Almeida
- Pierre & Gilles
- Tom of Finland
- Vinicius Davi

### Cinema
- Derek Jarman
- Pedro Almodóvar

### Fotografia
- George Platt Lynes
- Minor White
- Robert Mapplethorpe
- Catherine Opie

### Literatura
- Jean Genet
- Reinaldo Arenas